# Rhodochlora mathani
Rhodochlora mathani là một loài bướm đêm trong họ Geometridae.